# Step In the Arena
Az 1991-es Step In the Arena a Gang Starr második nagylemeze. 1998-ban egyike lett a The Source a 100 legjobb hiphop album listájának tagjainak. 2007-ben az IGN.com minden idők legjobb hiphop albumának nevezte. A Who's Gonna Take the Weight dalt DJ Premier újrakeverte, és ez a változat szerepelt a Grand Theft Auto IV játékban.
Szerepel az 1001 lemez, amit hallanod kell, mielőtt meghalsz című könyvben.

## Az album dalai
|     | Cím                                               | Szerző(k)        | Hossz |
| --- | ------------------------------------------------- | ---------------- | ----- |
| 1.  | Name Tag (Premier & the Guru)                     | Guru, DJ Premier | 0:36  |
| 2.  | Step in the Arena                                 | Guru, DJ Premier | 3:36  |
| 3.  | Form of Intellect                                 | Guru, DJ Premier | 3:37  |
| 4.  | Execution of a Chump (No More Mr. Nice Guy Pt. 2) | Guru, DJ Premier | 2:39  |
| 5.  | Who's Gonna Take the Weight?                      | Guru, DJ Premier | 3:54  |
| 6.  | Beyond Comprehension                              | Guru, DJ Premier | 3:10  |
| 7.  | Check the Technique                               | Guru, DJ Premier | 3:55  |
| 8.  | Lovesick                                          | Guru, DJ Premier | 3:22  |
| 9.  | Here Today, Gone Tomorrow                         | Guru, DJ Premier | 2:16  |
| 10. | Game Plan                                         | Guru, DJ Premier | 1:06  |
| 11. | Take a Rest                                       | Guru, DJ Premier | 4:18  |
| 12. | What You Want this Time?                          | Guru, DJ Premier | 2:39  |
| 13. | Street Ministry                                   | Guru, DJ Premier | 1:21  |
| 14. | Just to Get a Rep (rövid változat)                | Guru, DJ Premier | 2:39  |
| 15. | Say Your Prayers                                  | Guru, DJ Premier | 1:20  |
| 16. | As I Read My S-A                                  | Guru, DJ Premier | 2:35  |
| 17. | Precisely the Right Rhymes                        | Guru, DJ Premier | 3:22  |
| 18. | The Meaning of the Name                           | Guru, DJ Premier | 2:53  |

## Helyezések

### Album
| Lista (1991)                     | Helyezés |
| -------------------------------- | -------- |
| Billboard 200                    | 121      |
| Billboard Top R&B/Hip Hop Albums | 19       |

### Kislemezek
| Év   | Kislemez                     | Helyezés        |
| Év   | Kislemez                     | Hot Rap Singles |
| ---- | ---------------------------- | --------------- |
| 1991 | Just to Get a Rep            | 5               |
| 1991 | Step in the Arena            | 5               |
| 1991 | Lovesick                     | 11              |
| 1991 | Who's Gonna Take the Weight? | 9               |

## Közreműködők
- Marc Cozza – művészi vezető, design
- DJ Premier – beatek, dalszerző, keverés, producer, rap, scrathcing
- Guru – dalszerző, keverés, producer, rap
- Lisle Leete – hangmérnök, zongora
- Rick Patrick – design
- Shlomo Sonnenfeld – hangmérnök
- Yorum Vazan – hangmérnök
- Howie Weinberg – mastering

## Fordítás
Ez a szócikk részben vagy egészben a Step In the Arena című angol Wikipédia-szócikk ezen változatának fordításán alapul.  Az eredeti cikk szerkesztőit annak laptörténete sorolja fel. Ez a jelzés csupán a megfogalmazás eredetét és a szerzői jogokat jelzi, nem szolgál a cikkben szereplő információk forrásmegjelöléseként.